# 伊與田英徳
伊與田 英徳（いよだ ひでのり、1967年5月6日 - ）は日本のドラマプロデューサー、演出家。TBSテレビコンテンツ制作局ドラマ制作部担当部長。

## 来歴
愛知県立国府高等学校から東京理科大学基礎工学部材料工学科 に進学。卒業後、名古屋の番組制作会社を経て、1998年にTBSへキャリア入社。『池袋ウエストゲートパーク』などのADを経て、『コワイ童話』や『悪いオンナ』などの演出を担当。『ブラックジャックによろしく』や『ヤンキー母校に帰る』などのプロデューサーで有名。『半沢直樹』『下町ロケット』『陸王』など池井戸潤原作ドラマを多く手がけている。『ヤンキー母校に帰る〜旅立ちの時 不良少年の夢〜』で松田翔太をデビューさせた。
2014年、プロデューサーとしての功績が認められ、エランドール賞を受賞。
2016年、『下町ロケット』のプロデュースにより東京ドラマアウォード 2016 プロデュース賞を受賞。

## 受賞歴
- エランドール賞 プロデューサー賞（田中友幸基金賞） 2014年[5]
- 東京ドラマアウォード 2016 プロデュース賞（『下町ロケット』）[4]

## 手掛けた作品

### ドラマ

#### 演出
- 悪いオンナ
- コワイ童話・みにくいアヒルの子（1999年）
- 池袋ウエストゲートパーク（2000年・アシスタントディレクター）

#### プロデューサー
- 真夏のメリークリスマス（2000年）
- 白い影 その物語のはじまりと命の記憶（2003年）
- タイムリミット（2003年）
- 恋する京女将（2003年）
- ブラックジャックによろしく（2003年）
  - ブラックジャックによろしく〜涙のがん病棟編〜（2004年）
- ヤンキー母校に帰る（2003年）
  - ヤンキー母校に帰る〜旅立ちの時 不良少年の夢（2005年）
- 逃亡者 RUNAWAY（2004年）
- いま、会いにゆきます（2005年）
- Happy!（2006年）
- クロサギ（2006年）
- 冗談じゃない!（2007年）
- 猟奇的な彼女（2008年）
- Tomorrow〜陽はまたのぼる〜（2008年）
- MR.BRAIN（2009年）
- 新参者（2010年）
  - 赤い指（2011年）
  - 眠りの森（2014年）
- クローン ベイビー（2010年・チーフプロデューサー）
- 桜蘭高校ホスト部（2011年・チーフプロデューサー）
- 南極大陸（2011年）
- 怪盗ロワイヤル（2011年・チーフプロデューサー）
- 最高の人生の終り方〜エンディングプランナー〜（2012年）
- 黒の女教師（2012年）
- TAKE FIVE〜俺たちは愛を盗めるか〜（2013年）
- 半沢直樹（2013年・2020年）
  - 半沢直樹イヤー記念・エピソードゼロ（2020年・チーフプロデュース）
- LEADERS リーダーズ（2014年）
  - LEADERS2（2017年）
- ルーズヴェルト・ゲーム（2014年）
- 流星ワゴン（2015年）
- レッドクロス〜女たちの赤紙〜（2015年）
- 下町ロケット（2015年・2018年）
- 赤めだか（2015年）
- せいせいするほど、愛してる（2016年）
- 小さな巨人（2017年）
- 陸王（2017年）
- 都庁爆破!（2018年）
- ブラックペアン（2018年）
- ノーサイド・ゲーム（2019年）
- グランメゾン東京（2019年）
- DCU（2022年）
- キャスター（2025年）

#### 企画
- セーラー服と機関銃（2006年）
- ひまわり〜夏目雅子27年の生涯と母の愛〜（2007年）
- 3つの街の物語（2015年）
- 都庁爆破!（2018年）

### 映画
- 命（2002年・プロデューサー）
- 映画 クロサギ（2008年・プロデューサー）
- あしたのジョー（2011年・プロデューサー）
- 麒麟の翼 〜劇場版・新参者〜（2012年・プロデューサー）
- 祈りの幕が下りる時（2018年・プロデューサー）

### バラエティ
- 笑福亭鶴瓶VS妻夫木聡 噂の番組「鶴瓶のスジナシ!」東京上陸スペシャル!!（2004年・プロデューサー）

### 舞台
- TAKE FIVE（2015年・プロデューサー）